# Let Me In
«Let Me In» — дебютний сингл репера Young Buck з його першого студійного альбому Straight Outta Cashville. Додатковий вокал: 50 Cent. Продюсер: Needlz. RIAA надала окремку платиновий статус.
У відеокліпі знялися Ллойд Бенкс, Juvenile, Olivia, Stat Quo та ін. На біт треку B-Real з гурту Cypress Hill записав фрістайл «Let Me Blaze» для свого дебютного мікстейпу The Gunslinger.

## Чартові позиції
| Чарт (2004)              | Найвища позиція |
| ------------------------ | --------------- |
| Велика Британія          | 62              |
| Німеччина                | 94              |
| США                      | 34              |
| US Rap Songs             | 11              |
| US Hot R&B/Hip-Hop Songs | 15              |